# Křečovice
Křečovice är en ort i Tjeckien.   Den ligger i regionen Mellersta Böhmen, i den centrala delen av landet, 40 km söder om huvudstaden Prag. Křečovice ligger 367 meter över havet och antalet invånare är 699.
Terrängen runt Křečovice är huvudsakligen platt, men åt nordväst är den kuperad. Runt Křečovice är det ganska tätbefolkat, med 72 invånare per kvadratkilometer. Närmaste större samhälle är Benešov, 16,6 km öster om Křečovice. Trakten runt Křečovice består till största delen av jordbruksmark.